# Ainhoa
Ainhoa är en kommun i departementet Pyrénées-Atlantiques i regionen Nouvelle-Aquitaine i sydvästra Frankrike. Kommunen ligger i kantonen Espelette som tillhör arrondissementet Bayonne. År 2022 hade Ainhoa 665 invånare.

## Befolkningsutveckling
Antalet invånare i kommunen Ainhoa
| Referens: INSEE |